# Kansas City/Hey-Hey-Hey-Hey
"Kansas City/Hey-Hey-Hey-Hey" är ett medley av sångerna "Kansas City" och "Hey-Hey-Hey-Hey", som både skapades och först framfördes av den amerikanska rockartisten Little Richard, och gavs ut i mars 1959. Medleyt släpptes i samband med albumet The Fabulous Little Richard, och medleyt gavs även ut som singel i april samma år, men då endast under namnet "Kansas City".

## Bakgrund
Under hösten 1955 spelade Little Richard in två olika versioner av sången "Kansas City", skriven av duon Jerry Leiber och Mike Stoller. Den första versionen var trogen originalet av Little Willie Littlefield från 1952, men för den andra versionen skrev Little Richard om den andra versen i sången med sin egen text, vilket släpptes i mars 1959.
I maj 1956 spelade Little Richard in sången "Hey-Hey-Hey-Hey", vilken textmässigt var lik den andra versen ur "Kansas City" som spelades in ett halvår tidigare. "Hey-Hey-Hey-Hey" släpptes som B-sida till "Good Golly, Miss Molly" i januari 1958, och släpptes igen i juli samma år på samlingsalbumet Little Richard.

## Coverversioner

### The Beatles
The Beatles hade tidigt hört Little Richards version av sångerna och man spelade ofta medleyt under spelningar i gruppens tidiga karriär, bland annat under tiden i Hamburg. Under gruppens turné i Nordamerika 1964 tog man åter fram gamla coversånger och på grund av dessa sångers popularitet bestämde man sig för att spela in dem i studio. Medleyt spelades in i endast en tagning vid EMI Recording Studios (nuvarande Abbey Road Studios) i London den 18 oktober 1964, samma dag som man återupptog inspelningarna av "Eight Days a Week", då man inte var nöjd med resultatet från inspelningarna den 6 oktober. På John Lennons uppmaning gav Paul McCartney allt han kunde, och han stod även längre från mikrofonen än vanligt för att kunna skrika mer. Medleyt kom med på gruppens fjärde album Beatles for Sale som gavs ut den 4 december 1964 i Storbritannien. I USA gavs medleyt ut på albumet Beatles VI som släpptes i juni 1965.
Medleyt finns även med på albumen Anthology 1, Live at the BBC, On Air – Live at the BBC Volume 2 och Live! at the Star-Club in Hamburg, Germany; 1962.

### Medverkande
- Paul McCartney – sång, basgitarr, handklappning
- John Lennon – bakgrundssång, kompgitarr, handklappning
- George Harrison – bakgrundssång, sologitarr, handklappning
- Ringo Starr – trummor, handklappning
- George Martin – piano, producent

### Webbkällor
- ”The Beatles Bible – Kansas City/Hey-Hey-Hey-Hey!” (på engelska). beatlesbible.com. 15 mars 2008. https://www.beatlesbible.com/songs/kansas-city-hey-hey-hey-hey/. Läst 17 juni 2021.